# Campeonato Asiático de Futebol Feminino Sub-19 de 2011
O Campeonato Asiático de Futebol Feminino Sub-19 de 2011 foi a 6ª edição do torneio asiático de futebol feminino destinado a atletas com menos de 19 anos de idade. A disputa aconteceu no Vietnam entre os dias 6 e 16 de Outubro e serviu de qualificação para a Copa do Mundo de Futebol Feminino Sub-20 de 2012.

## Sedes
Todos os jogos aconteceram na Cidade de Ho Chi Minh no Vietnam, sendo que dois estádios foram utilizados para os jogos:
- Centro Esportivo Thanh Long
- Estádio Thong Nhat

## Resultados
Todos os jogos estão no horário local de Cidade de Ho Chi Minh, Vietnam (UTC+7)
| Legenda para as tabelas de grupos | Legenda para as tabelas de grupos                     |
| --------------------------------- | ----------------------------------------------------- |
|                                   | Time qualificado para a Copa do Mundo como país-sede. |
|                                   | Times qualificados para a Copa do Mundo.              |
|                                   | Qualificado para a Copa do Mundo na vaga do Japão.    |

| Team            | J | V | E | D | GP | GC | SG  | Pts |
| --------------- | - | - | - | - | -- | -- | --- | --- |
| Japão           | 5 | 4 | 1 | 0 | 13 | 3  | +10 | 13  |
| Coreia do Norte | 5 | 4 | 0 | 1 | 13 | 3  | +10 | 12  |
| China           | 5 | 2 | 2 | 1 | 7  | 8  | –1  | 8   |
| Coreia do Sul   | 5 | 2 | 1 | 2 | 11 | 9  | +2  | 7   |
| Austrália       | 5 | 1 | 0 | 4 | 7  | 12 | –5  | 3   |
| Vietnã          | 5 | 0 | 0 | 5 | 5  | 21 | –16 | 0   |

| 6 Out 2011 | Vietnã                                           | 3 – 4  | Austrália                            |  |
| 16:00      | Nguyễn Thị Nguyệt 6', 49' · Phạm Hoàng Quỳnh 37' | Report | O'Neill 4' · Gielnik 60', 62', 73' · |  |

| 6 Out 2011 | Japão        | 1 – 1  | China             |  |
| 16:00      | Hamada 90+3' | Report | Yao Shuangyan 29' |  |

| 6 Out 2011 | Coreia do Sul  | 1 – 2  | Coreia do Norte                   |  |
| 19:00      | Choi Mirae 19' | Report | Kim Jo-Ran 73' · Kim Su-Gyong 81' |  |

| 8 Out 2011 | Japão                                    | 3 – 1  | Coreia do Sul  |  |
| 16:00      | Kyōkawa 59' · Yokoyama 61' · Shibata 79' | Report | Kim Ji-Hye 85' |  |

| 8 Out 2011 | Coreia do Norte   | 1 – 0  | Austrália |  |
| 16:00      | Kwon Song-Hwa 23' | Report |           |  |

| 8 Out 2011 | China                                           | 2 – 1  | Vietnã               |  |
| 19:00      | Nguyễn Thị Hương 43' (o.g.) · Yao Shuangyan 47' | Report | Phạm Hoàng Quỳnh 35' |  |

| 10 Out 2011 | China          | 1 – 1  | Coreia do Sul |  |
| 16:00       | Ni Mengjie 10' | Report | Moon Mira 61' |  |

| 10 Out 2011 | Austrália | 0 – 1  | Japão       |  |
| 16:00       |           | Report | Kyōkawa 42' |  |

| 10 Out 2011 | Vietnã | 0 – 5  | Coreia do Norte                                                               |  |
| 19:00       |        | Report | Jon Myong Hwa 17' · Kim Un Hwa 68' · Kwon Song Hwa 71' · Yun Hyon Hi 64', 89' |  |

| 13 Out 2011 | Coreia do Norte | 1 – 2  | Japão                    |  |
| 16:00       | Yun Hyon Hi 74' | Report | Tanaka 30' · Kyōkawa 73' |  |

| 13 Out 2011 | Austrália      | 1 – 3  | China                                                  |  |
| 16:00       | van Egmond 80' | Report | Wang Tingting 33' · Yao Shuangyan 66' · Ni Mengjie 82' |  |

| 13 Out 2011 | Coreia do Sul                                           | 4 – 1  | Vietnã             |  |
| 19:00       | Seo Hyunsook 3' · Lee Jungeun 45', 55' · Jang Selgi 88' | Report | Phan Thi Trang 63' |  |

| 16 Out 2011 | Austrália               | 2 – 4  | Coreia do Sul                                              |  |
| 16:00       | Andrews 50' · Brown 82' | Report | Choi Yoojung 28' · Lee Geummin 67', 83' · Seo Hyunsook 68' |  |

| 16 Out 2011 | China | 0 – 4  | Coreia do Norte                                       |  |
| 16:00       |       | Report | Yun Hyon Hi 22', 58' · Kim Un Hwa 45' · Kim Un Ju 66' |  |

| 16 Out 2011 | Vietnã | 0 – 6  | Japão                                                        |  |
| 19:00       |        | Report | Kyōkawa 37', 43' · Yokoyama 46', 83', 86' · Saitō 53' (pen.) |  |

## Premiação
| Campeonato Asiático de Futebol Feminino Sub-19 de 2012 |
| Seleção Japonesa de Futebol Feminino                   |
| ------------------------------------------------------ |
| JAPÃO Bicampeã (3º título)                             |